# Dumbletoniella
Dumbletoniella is een geslacht van halfvleugeligen (Hemiptera) uit de familie witte vliegen (Aleyrodidae), onderfamilie Aleyrodinae.
De wetenschappelijke naam van dit geslacht is voor het eerst geldig gepubliceerd door Jesudasan & David in 1990. De typesoort is Aleuroclava eucalypti.

## Soorten
Dumbletoniella omvat de volgende soorten:
- Dumbletoniella callistemoni Martin, 1999
- Dumbletoniella ellipticae (Dumbleton, 1956)
- Dumbletoniella eucalypti (Dumbleton, 1957)
- Dumbletoniella pittospori Martin & Carver in Martin, 1999
- Dumbletoniella rotunda Martin & Carver in Martin, 1999
- Dumbletoniella xanthorrhoeae Martin, 1999